# Silent Stream of Godless Elegy
Silent Stream of Godless Elegy é uma banda de folk metal formada em Hranice, na República Checa, em 1995. O álbum Relic Dances, lançado em 2005, foi considerado o 8º melhor álbum de metal, segundo o site BNR Metal.

## Integrantes

### Membros
- Pavel Hrnčíř - vocal (ex-Nemo Ante Mortem Beatus)
- Hanka Nogolová - vocal (ex-Forgotten Silence, ex-Endless, ex-Love History)
- Michal Sýkora - violoncelo
- Petra Nováčková - violino (ex-Ashore Of Decadence)
- Radek Hajda - guitarra
- Dušan Fojtášek - baixo
- Michal Rak - bateria (ex-Dissolving Of Prodigy)

### Ex-membros
- Filip Chudý - baixo (1995-1999)
- Hynek Stančík - guitarra (2001-2003)
- Jarek Adámek - guitarra (2004-2005)
- Kiril Chlebnikov - violino e baixo (1999-2001)
- Michal Hajda - bateria (1995-2003)
- Michal Herák - vocal (2001-2004)
- Pavla Lukášová - violino (2000-2001)
- Petr Staněk - guitarra e vocal (1995-2001)
- Zuzana Zamazalová - violino e vocal (1995-2001)

## Discografia
- 1995 - Apotheosis (demo)
- 1996 - ...Amber Sea (demo)
- 1996 - Iron
- 1998 - Behind the Shadows
- 2000 - Themes
- 2005 - Relic Dances
- 2006 - Osameli (EP)
- 2011 - Navaz
- 2018 - Smutnice